# Феодосія Олексіївна
Феодосія Олексіївна (нар. 29 березня [8] квітня 1662 — пом. 14 [25] грудня 1713) — московська царівна, десята дитина в сім'ї московського царя Олексія Михайловича і його першої дружини Марії Милославської.

## Життєпис
Царівна Феодосія Олексіївна народилася в Москві. Мабуть, була названа на честь сестри своєї бабці Євдокії — Феодосії Стрешнєвої.
За старовинним звичаєм, виховувалася в царському теремі разом зі своїми сестрами, до яких була дуже прив'язана. Серед її якостей сучасники відзначали рідкісну скромність, схильність до самопожертви і потреба бути корисною своїм близьким.

В 1683 році іноземець так її описує: «Феодосія, молодша царя Федора і старше Івана; в даний час проживає у своєї тітки Тетяни; побожна, як черниця».

Життя Феодосії не було насичене подіями, вона трималася в стороні від придворних інтриг, як і інші її сестри, що цілком влаштовувало Петра I. У 1698 році прийняла чернечий постриг з ім'ям Сусанна.
Прожила досить довге на той час життя, переступивши п'ятдесятирічний поріг. Похована в церкві Стрітення Господнього в Олександрівській Слободі в одному склепі з сестрою Мартою, згідно зі своїм заповітом. До наших днів ця усипальниця не збереглася.

## Родина
Чоловік: Костянтин Іванович Бичков (1658—1709) — хрещеник царя Олексія Михайловича і царівни Ірини Михайлівни.
Дочки:
- Феодосія Костянтинівна (нар. 1685) — одружена з польським послом у Москві князем Костянтином Юрійовичем Воронецьким (1677—1727).
- Софія Костянтинівна (1687—1745) — одружена тричі: князь Юрій Володимирович Долгоруков (1664—1708), убитий під час Булавінського бунту; князь Андрій Никифорович Оболенський (1679—1715); Шереметьєв Іван Петрович (1685—1750).
- Марія Костянтинівна — одружена з окольничим Федором Яковичем Собакіним.
- Ганна Костянтинівна (1695 — вбилася 1718) — одружена з Абрамом Федоровичем Лопухіним (його 3-тя дружина), братом цариці Євдокії Федорівни, страчений Петром I за участь у змові (8 грудня 1718 р.)[4].